# Ondřejnice
Ondřejnice – potok o długości 29,9 km we wschodnich Czechach, w kraju morawsko-śląskim, w regionie północnych Moraw. Prawy dopływ Odry.
Wypływa z masywu góry Ondřejník na Pogórzu Morawsko-Śląskim na wysokości 755 m n.p.m. Następnie płynie w kierunku północnym przez gminy: Kozlovice, Hukvaldy, Fryčovice, Bruszperk, Stará Ves nad Ondřejnicí i w skrajnie południowo-zachodniej dzielnicy Ostrawy – Proskovice na wysokości 220 m n.p.m. uchodzi do Odry.
Gminy z obszaru jej zlewni zrzeszone są w mikroregionalnym stowarzyszeniu.

## Ważniejsze dopływy
- prawe:
  - Říčka
  - Lhotecký potok
  - Myslíkovský potok
  - Bačův potok
  - Rybský potok
  - Krnalovický potok
  - Košice
  - Ptáčnický potok
  - Oběšelý potok
  - Horní Kotbach
  - Machůvka
  - Jarkovský potok
- lewe:
  - Telecí potok
  - Brusná
  - Sklenovský potok